# Liste der weiterführenden Bildungseinrichtungen in Shanghai
Liste der weiterführenden Bildungseinrichtungen in Shanghai (chinesisch 上海高等学校名单)
In der folgenden Liste sind die staatlichen, öffentlichen und privaten Hochschulen der Stadt Shanghai aufgeführt.

## Universitäten und Hochschulen

### Mitglied desProjekt 985undProjekt 211
- Fudan-Universität (复旦大学);[2][3]
- Jiaotong-Universität Shanghai (上海交通大学);[2][3]
- Tongji-Universität (同济大学);[2][3]
- Pädagogische Universität Ostchina (华东师范大学);[2][3]

### Mitglied des Projekt 211
- Fremdsprachenuniversität Shanghai (上海外国语大学);[2][3]
- Ostchina-Universität (东华大学);[2][3]
- Shanghai-Universität (上海大学);[3]
- Technische Universität Ostchinas (华东理工大学);[2][3]
- Universität für Finanzwesen und Wirtschaft Shanghai (上海财经大学);[3]
- Zweite Militärmedizinische Universität (第二军医大学);[3]

### Weitere Universitäten
- ShanghaiTech University (上海科技大学);
- China Europe International Business School (中欧国际工商学院);[3]
- Chinesisch-Deutsches Hochschulkolleg (中德学院);
- Hochschule für Angewandte Technik Shanghai (上海应用技术学院);
- Technische Universität Shanghai, (上海理工大学);[3]
- Hochschule für Außenhandel Shanghai (上海对外贸易学院);[3]
- Hochschule für Dramaturgie Shanghai (上海戏剧学院);
- Hochschule für Elektroenergie Shanghai, (上海电力学院);[3]
- Musikhochschule Shanghai (上海音乐学院);[3]
- Ostchinesische Universität für Politikwissenschaft und Recht, (华东政法大学);
- Ozean-Universität Shanghai (上海海洋大学);
- Pädagogische Universität Shanghai (上海师范大学);[3]
- Sanda-Hochschule Shanghai (上海杉达学院);
- Sporthochschule Shanghai (上海体育学院);
- Universität für Ingenieurwissenschaften Shanghai (上海工程技术大学);
- Universität für Seewesen Shanghai (上海海事大学);
- Universität für Traditionelle Chinesische Medizin und Pharmakologie Shanghai (上海中医药大学);[3]
- Zollhochschule Shanghai (上海海关学院);